# Disentimiento

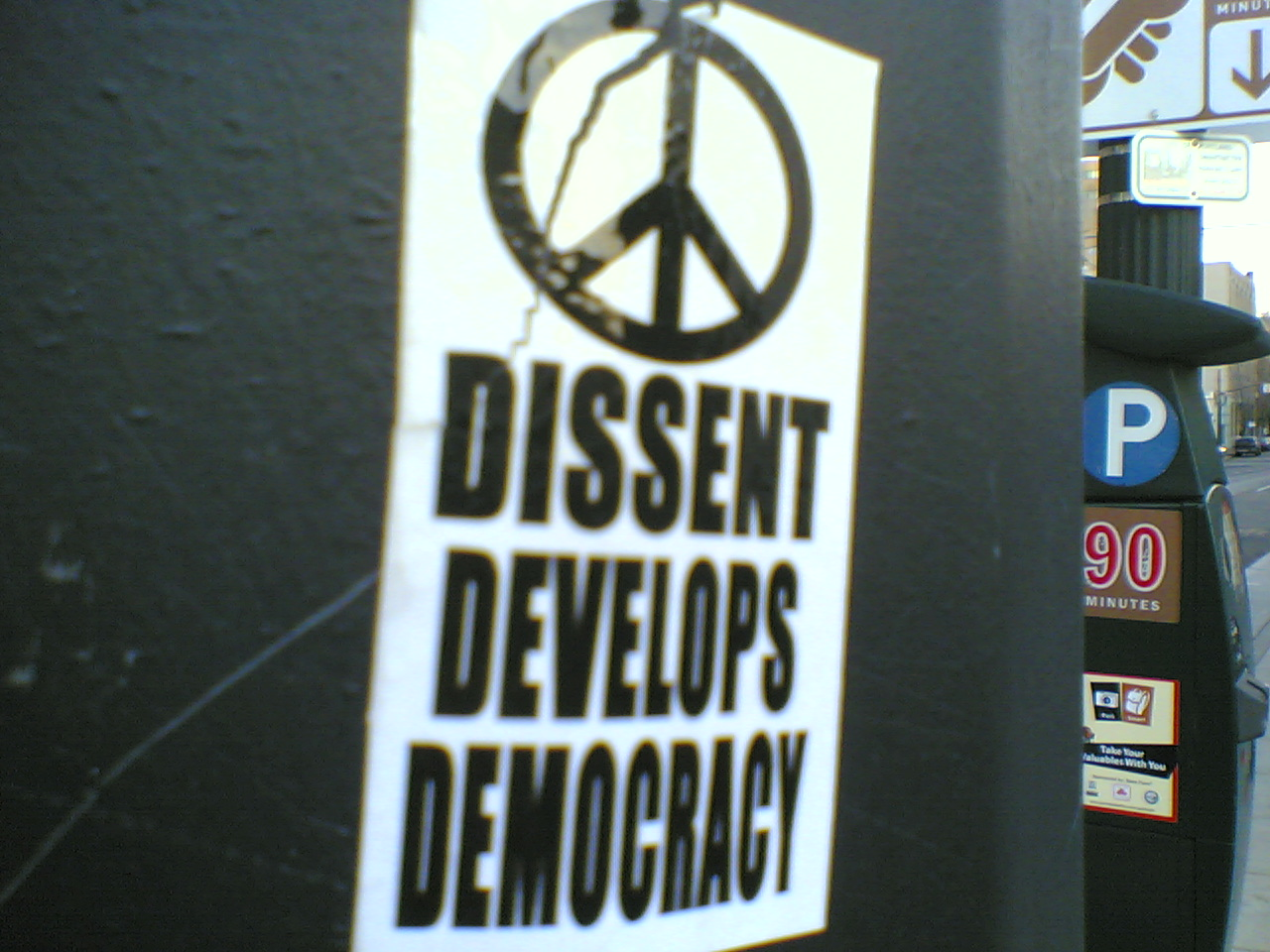
Arte en pegatina que argumenta que el disenso es necesario para la democracia.

El disentimiento, que significa discrepancia, disenso, es la acción de disentir, de tener un sentimiento o filosofía de desacuerdo u oposición, es decir, no ajustarse es un sentimiento o filosofía de desacuerdo u oposición a una idea prevaleciente (p. ejemplo, las políticas de un gobierno), una persona (p. ej., el sentir o parecer de alguien), una entidad (p. ej.,  un partido político o que dé apoyo a tales políticas). Los antónimos del término incluyen: acuerdo, consenso (cuando todos o casi todos los partidos están de acuerdo en algo) y consentimiento, cuándo un partido acuerda una proposición hecha por otro.
En algunos sistemas políticos, el disentimiento puede ser formalmente expresado a través de la política de oposición, mientras que la represión política de los regímenes dictatoriales puede prohibir cualquier forma de disentir, llegando a la supresión de cualquier discrepancia o activismo social o político. Aquellos individuos que no se conforman o no apoyan las políticas de ciertos estados se conocen como «disidentes». Varios pensadores han argumentado que una sociedad sana necesita no solo proteger, pero también promover el disentimiento o la disidencia.